# Милия, Тим
Тимоти Милия (англ. Timothy Melia; 15 мая 1986, Грейт-Ривер, Нью-Йорк, США) — американский футболист, вратарь клуба MLS «Спортинг Канзас-Сити».

## Биография
Во время обучения в Университете штата Нью-Йорк в Онеонте (в 2004—2005 годах) и Линнском университете (в 2006—2007 годах) Милия выступал за их студенческие команды в третьем и втором дивизионах Национальной ассоциации студенческого спорта соответственно. Во время межсезонья в колледжах в 2007 году он играл за клуб «Лонг-Айленд Раф Райдерс» в USL Premier Development League, четвёртом дивизионе клубного футбола США.
В 2008 году Милия подписал профессиональный контракт с клубом «Рочестер Райнос» из лиги второго уровня USL First Division. В этом клубе он провёл два сезона.
В марте 2010 года Милия был подписан клубом MLS «Реал Солт-Лейк» после прохождения просмотра во время предсезонного сбора. В апреле он был в отдан аренду на сезон с правом отзыва в любое время в клуб лиги третьего уровня USL Second Division «Чарлстон Бэттери». В апреле—мае 2011 года отдавался в краткосрочную аренду в клуб нового третьего дивизиона USL PRO «Нью-Йорк». В сезоне 2011 Милия также выступал за дубль РСЛ в лиге резервистов MLS. В конце года он оказался в списке отказов.
В начале 2012 года Милия, пройдя просмотр, достиг соглашения с клубом «Чивас США». В течение двух с половиной сезонов он являлся вторым вратарём команды как сменщик Дэна Кеннеди, и за это время принял участие всего в девяти матчах во всех турнирах. Милия был отчислен из «Чиваса» по ходу сезона 2014, в июле.
Находившийся в резервном пуле вратарей лиги, Милия в августе 2014 года был вызван в «Спортинг Канзас-Сити» из-за травм двух голкиперов клуба. В самом конце 2014 года он был подписан канзасцами на постоянной основе. За «Спортинг КС» Милия дебютировал 3 мая 2015 года, выйдя в стартовом составе во встрече с «Чикаго Файр». Начиная с этого матча он занял место первого номера, вытеснив из числа основных игроков Луиса Марина. По итогам сезона 2015 Милия удостоился награды «возвратившийся игрок года в MLS». В розыгрыше Открытого кубка США 2017 года Тим был выбран игроком турнира. По итогам сезона MLS 2017 Милия был признан вратарём года и был включён в символическую сборную. 17 января 2020 года Милия продлил контракт со «Спортингом» до конца сезона 2022.

## Статистика выступлений
| Выступление            | Выступление         | Выступление      | Лига | Лига | Плей-офф | Плей-офф | Кубок | Кубок | ЛЧ КОНКАКАФ | ЛЧ КОНКАКАФ | Итого | Итого |
| Клуб                   | Лига                | Сезон            | Игры | ГП   | Игры     | ГП       | Игры  | ГП    | Игры        | ГП          | Игры  | ГП    |
| ---------------------- | ------------------- | ---------------- | ---- | ---- | -------- | -------- | ----- | ----- | ----------- | ----------- | ----- | ----- |
| Рочестер Райнос        | USL First Division  | 2008             | —    | —    | —        | —        | —     | —     | —           | —           | —     | —     |
| Рочестер Райнос        | USL First Division  | 2009             | 14   | 13   | —        | —        | 2     | 0     | —           | —           | 16    | 13    |
| Рочестер Райнос        | Итого               | Итого            | 14   | 13   | 0        | 0        | 2     | 0     | 0           | 0           | 16    | 13    |
| Реал Солт-Лейк         | MLS                 | 2010             | 0    | 0    | —        | —        | —     | —     | —           | —           | 0     | 0     |
| Реал Солт-Лейк         | MLS                 | 2011             | 0    | 0    | —        | —        | 0     | 0     | —           | —           | 0     | 0     |
| Реал Солт-Лейк         | Итого               | Итого            | 0    | 0    | 0        | 0        | 0     | 0     | 0           | 0           | 0     | 0     |
| → Чарлстон Бэттери     | USL Second Division | 2010             | 16   | 20   | —        | —        | 3     | 1     | —           | —           | 19    | 21    |
| → Чарлстон Бэттери     | Итого               | Итого            | 16   | 20   | 0        | 0        | 3     | 1     | 0           | 0           | 19    | 21    |
| → Нью-Йорк             | USL PRO             | 2011             | 4    | 4    | —        | —        | —     | —     | —           | —           | 4     | 4     |
| → Нью-Йорк             | Итого               | Итого            | 4    | 4    | 0        | 0        | 0     | 0     | 0           | 0           | 4     | 4     |
| Чивас США              | MLS                 | 2012             | 2    | 4    | —        | —        | 3     | 2     | —           | —           | 5     | 6     |
| Чивас США              | MLS                 | 2013             | 2    | 7    | —        | —        | —     | —     | —           | —           | 2     | 7     |
| Чивас США              | MLS                 | 2014             | 2    | 3    | —        | —        | 0     | 0     | —           | —           | 2     | 3     |
| Чивас США              | Итого               | Итого            | 6    | 14   | 0        | 0        | 3     | 2     | 0           | 0           | 9     | 16    |
| Спортинг Канзас-Сити   | MLS                 | 2014             | 0    | 0    | —        | —        | —     | —     | 0           | 0           | 0     | 0     |
| Спортинг Канзас-Сити   | MLS                 | 2015             | 23   | 28   | 1        | 1        | 5     | 5     | —           | —           | 29    | 34    |
| Спортинг Канзас-Сити   | MLS                 | 2016             | 27   | 30   | 1        | 1        | 0     | 0     | 1           | 2           | 29    | 33    |
| Спортинг Канзас-Сити   | MLS                 | 2017             | 31   | 24   | —        | —        | 5     | 2     | —           | —           | 36    | 26    |
| Спортинг Канзас-Сити   | MLS                 | 2018             | 34   | 40   | 4        | 6        | 1     | 4     | —           | —           | 39    | 50    |
| Спортинг Канзас-Сити   | MLS                 | 2019             | 32   | 60   | —        | —        | 0     | 0     | 5           | 10          | 37    | 70    |
| Спортинг Канзас-Сити   | MLS                 | 2020             | 3    | 1    | 0        | 0        | 0     | 0     | —           | —           | 3     | 1     |
| Спортинг Канзас-Сити   | Итого               | Итого            | 150  | 183  | 6        | 8        | 11    | 11    | 6           | 12          | 173   | 214   |
| → Своуп Парк Рейнджерс | USL                 | 2016             | 1    | 2    | —        | —        | —     | —     | —           | —           | 1     | 2     |
| → Своуп Парк Рейнджерс | Итого               | Итого            | 1    | 2    | 0        | 0        | 0     | 0     | 0           | 0           | 1     | 2     |
| Всего за карьеру       | Всего за карьеру    | Всего за карьеру | 191  | 236  | 6        | 8        | 19    | 14    | 6           | 12          | 222   | 270   |

## Достижения
Клубные
 Чарлстон Бэттери
- Чемпион USL Second Division[англ.]: 2010
- Победитель регулярного чемпионата USL Second Division: 2010

 Спортинг Канзас-Сити
- Обладатель Открытого кубка США: 2015, 2017

Индивидуальные
- Возвратившийся игрок года в MLS: 2015
- Вратарь года в MLS: 2017
- Член символической сборной MLS: 2017
- Игрок турнира Открытого кубка США: 2017